# 七聲調式
七聲調式是於中國五聲調式的基礎上在小三度音程間加入兩個偏音而得到的調式:145。按加入偏音的種類，可以分為清乐調式、燕乐調式和雅乐調式。
它雖然比五聲調式多兩個音，但並沒有改變五聲調式的基本特點，仍以五聲調式的命名方法命名，如雅樂宮調式等:147。

## 清樂調式

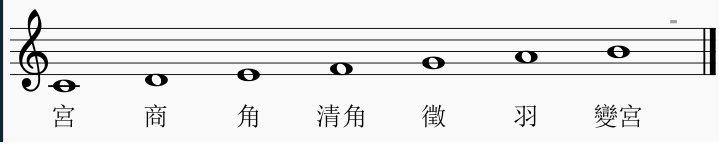
清樂音階

在五聲調式的基礎上加入清角和變宮，可以得到清樂調式，它又叫做清樂音階、新音階。:146

## 燕樂調式

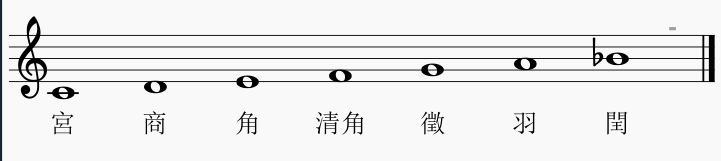
燕樂音階

在五聲調式的基礎上加入清角和閏音，可以得到燕樂調式，它又叫做燕樂音階、俗樂音階。:146

## 雅樂調式

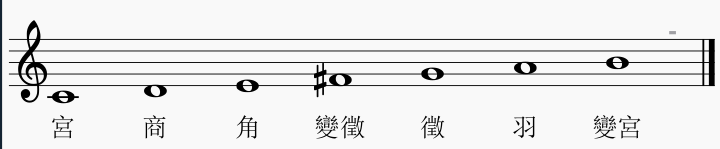
雅樂音階

在五聲調式的基礎上加入變宮和變徵，可以得到雅樂調式，它又叫做雅樂音階、古音階。:146